# پارادیس (یوتا)
پارادیس (به انگلیسی: Paradise) شهری در ایالت یوتا کشور ایالات متحده آمریکا است که جمعیت آن در سرشماری سال ۲۰۱۰ میلادی، ۹۰۴ نفر بوده‌است.